# 羅森塔爾山
羅森塔爾山（英語：Mount Rosenthal），是南極洲的山峰，位於埃爾斯沃思地，屬於赫里蒂奇嶺中自由山脈的一部分，海拔高度1,840米，現時由南極條約體系管理。